# Oldenburg (1934)
Pour les articles homonymes, voir Oldenburg.

Le Oldenburg  était un mouilleur de mines auxiliaire de la Kriegsmarine, durant la Seconde Guerre mondiale. C'était un navire de débarquement italien réquisitionné en 1943 du nom de Garigliano.

## Garigliano
Le navire était l'un des quatre navires de débarquement océaniques de la Classe Sesia (de), tous nommés d'après des rivières italiennes, construit par la Regia Marina dans les années 1933-1937. Mais pour des raisons de secret militaire les navires avaient été déclarés officiellement comme des bateaux-citernes.

Le Garigliano a été mis en construction en 1933 au chantier naval de Riva Trigoso à Gênes et lancé comme deuxième unité de sa classe le 8 mai 1934.

Il a participé à la Seconde guerre italo-éthiopienne (1935-1936) puis à l'invasion de l'Albanie en avril 1939.
Le 10 juin 1940, quand l'Italie entre en guerre aux côtés de l'Allemagne il est basé à Tarente. Il est ensuite envoyé à Vlora, avec ses sister-ships pour la préparation de l'invasion de la Grèce à la fin octobre 1940.

En août 1941 les navires rejoignent Livourne pour l'invasion de la Corse qui ne se fera qu'en novembre 1942.

## Oldenburg
À la suite de l'armistice italien du 3 septembre 1943 et de l'occupation allemande de l'Italie à partir du 13 septembre 1943, le Garigliano en mauvais état au port sicilien de La Maddalena est pris par les Allemands et envoyé à Gênes. Sous le nom de Dwarsläufer il est remis en service en tant que mouilleur de mines et effectue des missions d'escorte en mer Tyrrhénienne et entre la Sicile et l'Afrique du nord et de pose de champs de mines vers l'Île d'Elbe et Savona en janvier 1944. Il est attaqué par des vedettes lance-torpilles britanniques, entre en collision avec l'une d'elles et sérieusement endommagé. Il est remorqué jusqu'à La Spezia pour réparation.
En février 1944 il est baptisé Oldenburg et reçoit un nouvel armement. Lors d'un raid aérien sur le port de La Spezia le 12 mai 1944 il reçoit une bombe qui incendie la salle des  machines. Il continue ses missions de pose de mines entre La Spezia et Gênes et, début 1945 dans la mer Ligure.
Le 25 avril 1945, l'Oldenburg est sabordé au port de Gênes.

## Après guerre
En 1946, le navire est renfloué et reçoit les réparations nécessaires pour reprendre son service au sein de la Marina militare sous son nom d'origine Garigliano.

Le 1er avril 1952 le navire est désarmé puis abandonné.

## Note et référence
- (de) Cet article est partiellement ou en totalité issu de l’article de Wikipédia en allemand intitulé « Garigliano (Schiff, 1934) » (voir la liste des auteurs).